# Lahonce
Lahonce (baskisch Lehuntze) ist eine französische Gemeinde mit 2736 Einwohnern (Stand: 1. Januar 2022) im Département Pyrénées-Atlantiques in der Region Nouvelle-Aquitaine. Lahonce gehört zum Arrondissement Bayonne und zum Kanton Nive-Adour. Die Einwohner werden Lehunztar genannt.

## Geografie
Lahonce liegt etwa sieben Kilometer östlich von Bayonne am Adour. Umgeben wird Lahonce von den Nachbargemeinden Tarnos im Norden und Nordwesten, Saint-Martin-de-Seignanx im Norden, Urcuit im Osten, Mouguerre im Süden und Osten sowie Bayonne im Nordwesten.

## Geschichte
1227 wurde hier ein Prämonstratenserkloster gegründet.

## Bevölkerungsentwicklung
| Jahr      | 1962 | 1968 | 1975 | 1982  | 1990  | 1999  | 2006  | 2012  | 2018  |
| --------- | ---- | ---- | ---- | ----- | ----- | ----- | ----- | ----- | ----- |
| Einwohner | 581  | 616  | 820  | 1.124 | 1.496 | 1.890 | 1.971 | 2.041 | 2.462 |

## Sehenswürdigkeiten

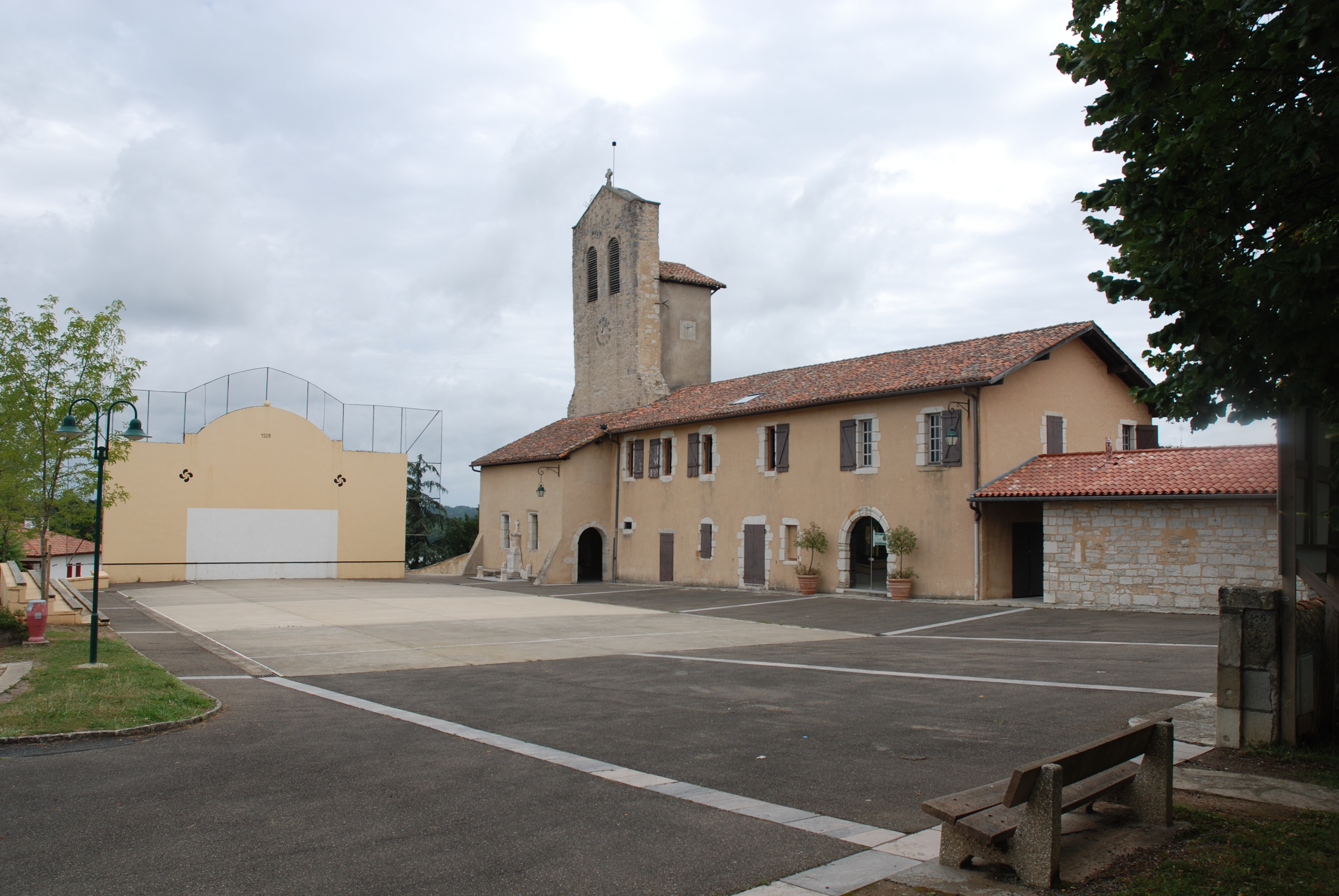
Kirche Notre-Dame

- Kirche Notre-Dame als Kapelle des früheren Prämonstratenserklosters im 12. Jahrhundert erbaut, im 17. Jahrhundert umgebaut
- Grabstelen aus dem 17. Jahrhundert
- Gutshöfe aus dem 17. Jahrhundert